# Pagansko kraljestvo
Pagansko kraljestvo (burmansko ပုဂံခေတ်, izgovor: [bəɡàɴ kʰɪʔ], lit. Pagansko obdobje , znano kot Paganska dinastija in Paganski imperij) je bila prva država, ki je združila območja, ki bodo pozneje sestavljala sodobno Burmo (Mjanmar). Paganska 250-letna vladavina nad dolino Iravadija in okoliškim območjem je omogočila vzpon burmanskega jezika, kulture, širjenje burmanskega naroda v Zgornji Burmi in tudi teravadskega budizma v Burmi in jugovzhodni Aziji.
Kraljevina je nastala v 9. stoletju iz majhnega naselja Pagan (danes Bagan), ki so ga plemena Mranma (Burmanci) ustanovili kmalu po prihodu v dolino Iravadija iz Kraljestva Nančao. V naslednjih dveh stoletjih je majhna kneževina postopno rasla in vključevala okoliška območja vse do 1050-ih in 1060-ih, ko je kralj Anavrata ustanovil Pagansko kraljestvo, prvo politično enoto na širšem območju doline Iravadi z okolico. Njegovi nasledniki so do konca 12. stoletja razširili vpliv proti jugu, proti zgornjemu Malajskemu polotoku, vsaj do reke Salween na vzhod, skoraj do današnje kitajske meje na severu ter do severnega Arakana in visoke planote Čin na zahodu. V 12. in 13. stoletju je bil Pagan ob Kmerskem imperiju vodilna država v jugovzhodni Aziji.
Burmanski jezik in kultura sta začela postopoma prevladovati v zgornji dolini Iravadija in do konca 12. stoletja iztisnila jezik pju, monščino in pali. Teravadski budizem se je začel širiti tudi po vaseh, čeprav so še dolgo časa častili tantrične, mahajanske, brahmanske in animistične običaje. Paganski vladarji so samo na območju prestolnice zgradili več kot 10.000 budističnih templjev, od katerih je do danes ohranjenih okoli 2000. Navada je bila, da so bogataši podarjali svojo zemljo v religijske namene.
Kraljestvo je začelo slabeti sredi 13. stoletja, ko je do leta 1280 širjenje zemljišč in verskih ustanov, osvobojenih davkov, onemogočilo vladarjem, da bi nagrajevali dvorjane in vojake. To je povzročilo vrsto notranjih sporov, vstaj in vdor Arakancev, Monov, Mongolov in Šanov. Stalni mongolski vdori (1277–1301) so do leta 1287 uničili kraljestvo. Temu je sledila 250-letna politična razdrobitev, ki je trajala do 16. stoletja.